# Тельо-Венето
Тельо-Венето (итал. Teglio Veneto) — коммуна в Италии, располагается в провинции Венеция области Венеция.
Население составляет 1979 человек, плотность населения составляет 180 чел./км². Занимает площадь 11 км². Почтовый индекс — 30020. Телефонный код — 0421.
Покровителем коммуны почитается святой Георгий, празднование 23 апреля.